# جانلويجي لنتيني
جانلويجي لنتيني (بالإيطالية: Gianluigi Lentini)‏ هو لاعب كرة قدم إيطالي في مركز الوسط، ولد في 27 مارس 1969 في كارماجنولا في إيطاليا. شارك مع منتخب إيطاليا تحت 21 سنة ومنتخب إيطاليا. أما مع النوادي، فقد لعب مع أتالانتا وإيه سي ميلان وكوسينزا كالشيو ونادي أنكونا ونادي تورينو. كان انتقال لنتيني من تورينو إلى الميلان بقيمة 13 مليون يورو في موسم 1992 أغلى انتقال في تاريخ كرة القدم في تلك الفترة ولكنه فشل في إثبات نفسه بسبب كثرة الإصابات وتعرضه لحادث سير تسبب في إصابة جمجمة الرأس، وبالرغم من تعافيه إلا أن الإصابة أثرت على مستواه ولم يستطع الالتحاق بالفريق الأول لميلان، وفي 1997 تم بيعه لنادي تورينو بـ 2 مليون يورو.

## وصلات خارجية
- جانلويجي لنتيني على موقع الاتحاد الأوربي (الإنجليزية)
- جانلويجي لنتيني على موقع قاعدة بيانات كرة القدم.إي يو (الإنجليزية)
- جانلويجي لنتيني على موقع ناشيونال فوتبول تيمز (الإنجليزية)
- جانلويجي لنتيني على موقع عالم كرة القدم.نت (الإنجليزية)